# Brenda Jones (Leichtathletin)
Brenda Jones (verheiratete Carr; * 17. November 1936 in Leongatha, Victoria) ist eine ehemalige australische Sprinterin und Mittelstreckenläuferin.
Bei den Olympischen Spielen 1960 in Rom gewann sie die Silbermedaille im 800-Meter-Lauf hinter der Russin Ljudmila Schewzowa aus der Sowjetunion und vor der Deutschen Ursula Donath (Bronze).
1958 wurde sie australische Meisterin über 440 und 880 Yards, 1963 und 1968 im Crosslauf und 1968 im 1500-Meter-Lauf. Außerdem wurde sie dreimal nationale Vizemeisterin über 800 Yards (1956, 1960, 1962) und je einmal im Crosslauf (1961) und über 1500 m (1969).
Auch heute betätigt sie sich noch sportlich. Im Februar 2004 lief sie den Halbmarathon in der Gruppe der 60- bis 64-Jährigen in respektablen 1:47:36 h und die fünf Meilen in 39:23 min. Die 10 km lief sie etwa 14 Tage später in 48:08 min.